# Maria Barbasiewicz
Maria Barbasiewicz – polska historyczka i pisarka zajmująca się kulturą materialną oraz dziejami obyczajów. Autorka wielu dokumentacji historyczno-urbanistycznych oraz artykułów, m.in. poświęconych żegludze wiślanej, przedwojennym zakładom jedwabniczym w Milanówku. Autorka i współautorka kilkunastu książek w tym siedmiu przewodników z serii "Tradycja Mazowsza". Obecnie zajmuje się przede wszystkim historią Polski międzywojennej.

## Dorobek literacki i naukowy
- Do rzeczy i od rzeczy. Historia przedmiotów odstawionych do lamusa w XX wieku, Wydawnictwo Naukowe PWN, 2021.
- Radziejowicki park i jego twórcy 1817-2017, Dom Pracy Twórczej w Radziejowicach, 2017 (wspólnie z Beatą Fortuną-Antoszkiewicz).
- W kuchni jak na wojnie. Jak kucharze walczyli na noże, smaki i anegdoty od końca XVIII do połowy XX wieku, Dom Wydawniczy PWN, 2015.
- Warszawa perła Północy, Dom Wydawniczy PWN, 2014; drugie wydanie zmienione, Wydawnictwo Naukowe PWN SA, 2021.
- Ludzie interesu w przedwojennej Polsce, Dom Wydawniczy PWN, 2013; drugie wydanie zmienione, Wydawnictwo Naukowe PWN SA, 2020.
- Dobre maniery w przedwojennej Polsce, Wydawnictwo Naukowe PWN, 2012.
- Powiat płocki: przewodnik subiektywny, Mazowieckie Centrum Kultury i Sztuki, 2009.
- Powiat żyrardowski: przewodnik subiektywny, Mazowieckie Centrum Kultury i Sztuki 2009.
- Powiat sokołowski: przewodnik subiektywny, Mazowieckie Centrum Kultury i Sztuki, 2008.
- Radziejowickie theatrum: dzieje rezydencji, Dom Pracy Twórczej w Radziejowicach, 2007; wydanie drugie zmienione i uzupełnione, tamże, 2016.
- Powiat pruszkowski: przewodnik subiektywny, Mazowieckie Centrum Kultury i Sztuki, 2006.
- Powiat ostrowski: przewodnik subiektywny, Mazowieckie Centrum Kultury i Sztuki, 2005.
- Powiat węgrowski: przewodnik subiektywny, Mazowieckie Centrum Kultury i Sztuki, 2005.
- Powiat wyszkowski: przewodnik subiektywny, Mazowieckie Centrum Kultury i Sztuki, 2004.
- Radziejowice: fakty i zagadki, Stowarzyszenie Konserwatorów Zabytków: Polski Komitet Narodowy ICOMOS, 1997 (wspólnie z Ewą Pustoła-Kozłowską).